# Алматинская ТЭЦ-1
Алматинская ТЭЦ-1 или ТЭЦ-1 имени Б. Оразбаева — теплоэлектроцентраль, одна из трёх Алматинских ТЭЦ, принадлежит АО «Алматинские электрические станции». Носит имя выдающегося казахского инженера-энергетика Бырлыка Оразбаева.

## Строительство
Проектирование и строительство ТЭЦ-1 началось в 1931 году, станция сдана в эксплуатацию 25 октября 1935 года. С момента строительства и до 1960 года станция носила название Алма-Атинская ЦЭС. За 1935 год было выработано 1,8 ГВт⋅ч электроэнергии. К 1940 году на станции было установлено три котла и три турбины общей мощностью 10,5 МВт, в годы войны в строй были введены ещё две турбины и один котёл.
В 1953—1954 годах в рамках второго этапа расширения были установлены ещё два котла и турбина № 6 мощностью 6,3 МВт. На последовавших двух этапах в 1957 году были установлены котёл среднего давления и теплофикационная турбина AT-12 (12 МВт), в 1960—1961 годах введены в эксплуатацию два котла высокого давления БКЗ-160-100 и турбина Р-25-90/18. В IV квартале 1961 года впервые было отпущено тепло. В 1966—1967 году в рамках четвёртого этапа были установлены два водогрейных котла.
В 1969—1972 годах в рамках пятого этапа расширения станции были установлены две турбины с отборами пара для подогрева воды и отпуска промышленным потребителям, смонтированы 4 котла БКЗ-160-100 и два водогрейных котла ПТВМ-100 (тепловая мощность по 100 Гкал/час). В 1976—1979 годах введены в работу еще 3 водогрейных котла. Всё устаревшее оборудование было выведено из эксплуатации в конце 2000 года. В конце 2000 года из эксплуатации было выведено всё устаревшее малоэффективное оборудование. С 15 февраля 2007 года ТЭЦ-1 функционирует в составе АО «Алматинские электрические станции» (АлЭС). С 2017 года в качестве топлива использует исключительно газ.

## Технические характеристики
ТЭЦ-1 вместе с ТЭЦ-2 и котельными Западного теплового комплекса обеспечивают потребителей центральной части города Алматы (около 40% общей тепловой нагрузки города). На конец 2000 года действовали следующие элементы:
- одна паровая турбина Р-25-90/18
- две паровые турбины ПТ-60-90/13
- 6 паровых котлов высокого давления БКЗ-160-100
- 7 водогрейных котлов ПТВМ-100

На текущий момент суммарная электрическая мощность турбин составляет 145 МВт, тепловая мощность — 1203 Гкал/час. Топливо — газ. Всего с момента пуска ТЭЦ-1 выработала 39 514 млн кВт⋅ч электроэнергии и 158,93 млн Гкал тепловой энергии